# 白自兴
白自兴（1951年—），陕西大荔人，汉族，中华人民共和国政治人物、第十一届全国人民代表大会解放军代表。
毕业于国防大学军事战略学专业，是中共党员。担任总参谋部动员部部长。2008年起担任全国人大代表。